# The Crazy Reds
The Crazy Reds er en fodboldfanklub for Vejle Boldklub, der blev stiftet den 18. september 1995.

## Formænd
| - 1995-1996: Steen Bjerrum - 1996-1997: Christoffer Larsen - 1997-1999: Brian Pedersen | - 1999-2000: Dennis Lanther - 2000-2000: Brian Andersen - 2000-2002: Erling Holm | - 2002-2004: Jørgen Lass - 2004-2006: Tine Hundahl - 2006-2008: Martin B. Hildebrandt | - 2008-2010: Jørgen Jepsen - 2010-2011: Brian V. Jørgensen - 2011- : Mads J. Hansen |

Oversigt sidst opdateret: 22. juli 2015